# Universität Buea
Die Universität Buea ist von sechs Hochschulen die einzige rein englischsprachige Universität Kameruns. Die Universität liegt in der Stadt Buea, in der südwestlichen Region Kameruns.

## Geschichte
Hervorgegangen aus einer Schule für Übersetzer, welche in Buea seit 1985 existierte, wurde sie offiziell 1993, gemeinsam mit den weiteren Universitäten des Landes, gegründet. Die Studierendenzahlen an der Universität sind seit der Gründung kontinuierlich gestiegen und liegen 2011 bei 15.731 Studierenden. Die Universität von Buea liegt in der historischen Stadt Buea, der ehemaligen Hauptstadt von Deutsch-Kamerun, der ehemaligen Hauptstadt von Britisch-Kamerun, der ehemaligen Hauptstadt des föderalen Staates West-Kamerun und heute der Regionalhauptstadt der Region Südwest-Kamerun. Sie gilt als eine der besten Universitäten Kameruns und ist neben der Universität von Bamenda eine von zwei englischsprachigen Universitäten in Kamerun, die dem britischen Bildungssystem folgen. Sie dient Bürgern aus anglophonen und frankophonen Regionen Kameruns sowie aus Nachbarländern wie Nigeria und Äquatorialguinea.

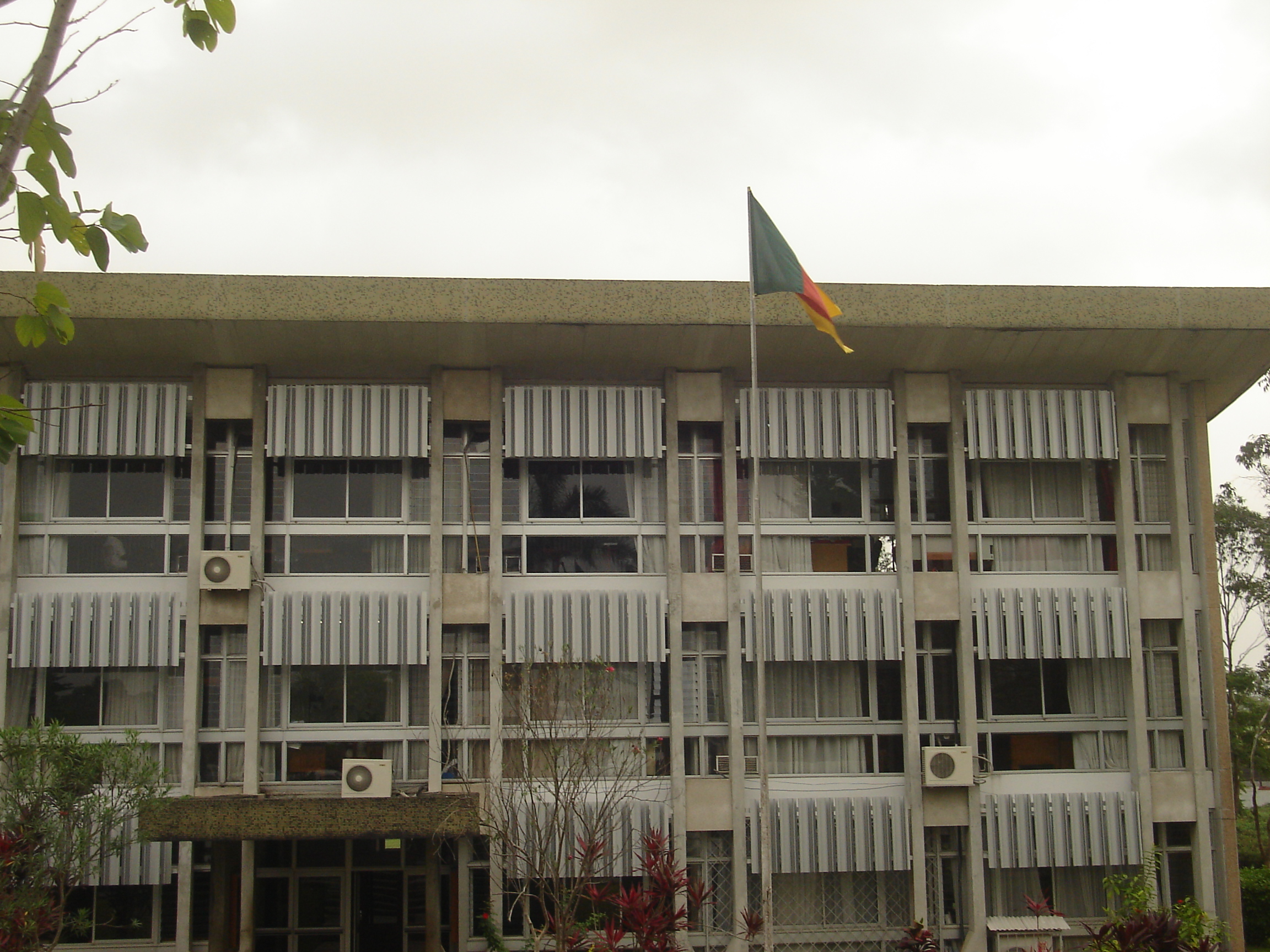
Zentralgebäude der Universität Buea

## Fachbereiche
Fünf Fakultäten und drei Schulen sind in der Universität untergebracht.
- Faculty of Arts (Kunst)
- Faculty of Education (Pädagogik)
- Faculty of Science (Mathematik und Naturwissenschaften)[5]
- Faculty of Social and Management Sciences (Sozialwissenschaften und Management)
- Faculty of Health Sciences (Gesundheitswissenschaft)
- Advanced School of Translators and Interpreters (Übersetzung)
- College of Technology (Technik und Ingenieurwesen)
- Higher Technical Teachers’ Training College Kumba (Technische Bildung)[6]

Forschung wird u. a. im Bereich der Agrarwissenschaften betrieben.

## Studentenunruhen 2005–2006
Die Universität Buea ist in den letzten Jahren immer wieder durch schwere Unruhen aufgefallen, so im Sommer 2005, als die Studierendenschaft gegen die landesweite Verdopplung der Studiengebühren, für eine Verbesserung der Infrastruktur und für die Absetzung der damaligen Vizekanzlerin der Universität eintrat. Diese war wiederholt dadurch aufgefallen, dass sie die Rechte der Studierenden missachtete und studentische Selbstorganisation bekämpfte. Der Streik wurde durch kamerunische Sicherheitskräfte blutig niedergeschlagen, wobei mehrere Studenten getötet und zahlreiche verletzt wurden.
Im Zuge der Eröffnung der medizinischen Fakultät fanden im November 2006 schriftliche Aufnahmeprüfungen statt, wobei die Listen der angenommenen Bewerber von offizieller Seite nachträglich manipuliert wurden. Das korrupte Vorgehen des Ministeriums für Höhere Bildung wurde von den Studierenden der Universität scharf kritisiert. Wieder wurden die friedlichen Demonstrationen mit Waffengewalt zurückgedrängt, wobei 11 Personen getötet wurden, darunter auch ein Taxifahrer und eine alte Frau.
Die Leitung der Universität hat daraufhin in zahlreiche Initiativen zur Korruptionsbekämpfung eingeleitet.